# Charles J. Stumar

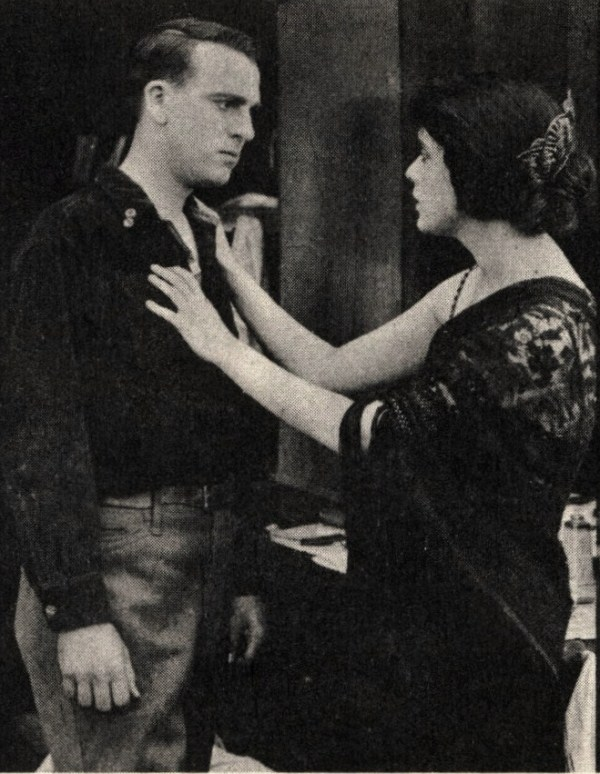
Charles Gunn et Alma Rubens, dans The Firefly of Tough Luck (1917)

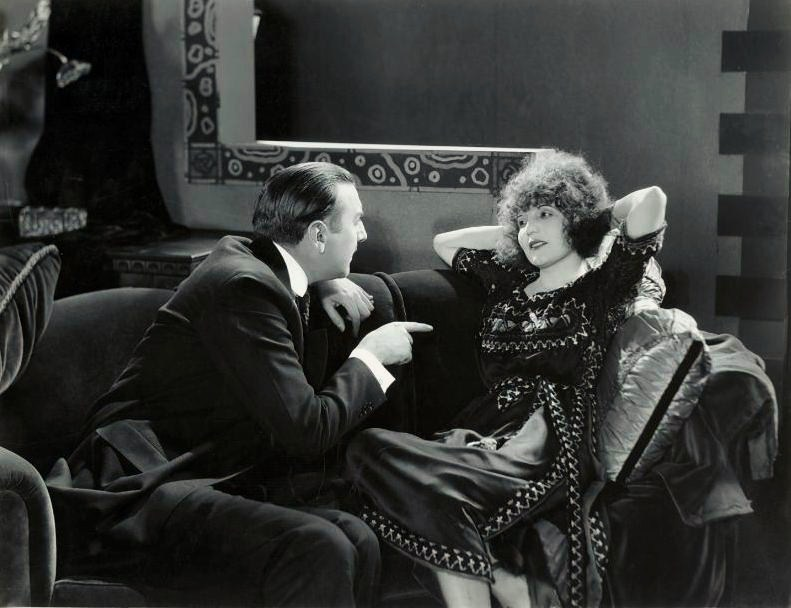
Mahlon Hamilton et Louise Glaum, dans Greater Than Love (1921)

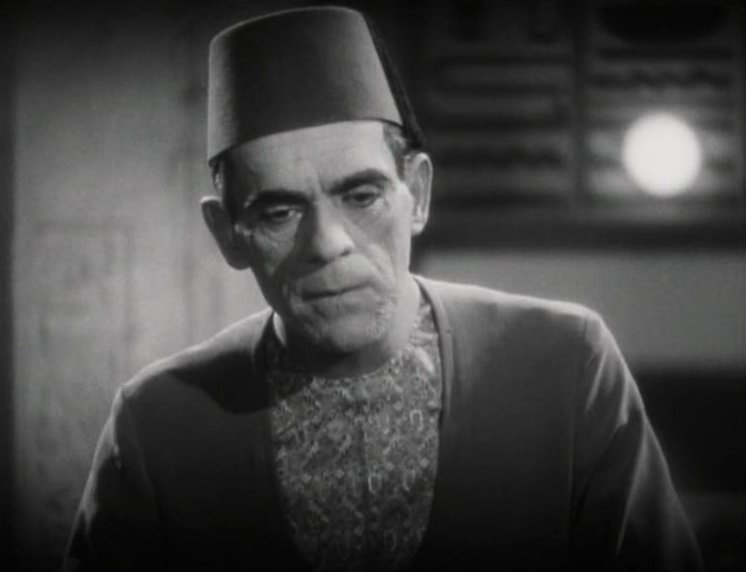
Boris Karloff, dans La Momie (1932)

Charles J. Stumar (souvent crédité Charles Stumar), né le 28 août 1890 à Budapest (Hongrie ; alors Autriche-Hongrie), mort le 29 juin 1935 à Triunfo (Californie), est un directeur de la photographie américain d'origine hongroise, membre de l'ASC.

## Biographie
Lui et son frère John Stumar (en) (1892-1962) émigrent aux États-Unis, où ils deviennent tous deux chefs opérateurs sur des films muets sortis en 1917.
Charles J. Stumar collabore en tout à plus de quatre-vingt-dix films américains jusqu'en 1935, année de sa mort prématurée, dans un accident d'avion. En particulier, durant la période du muet, il photographie à plusieurs reprises Louise Glaum, notamment dans Love de Wesley Ruggles (1920, avec James Kirkwood Sr.).
En outre, il contribue à quatorze films allemands sortis de 1929 à 1931, dont cinq réalisés par (et avec) William Dieterle.
Parmi ses films notables, mentionnons La Case de l'oncle Tom (Uncle Tom's Cabin), de Harry A. Pollard (1927, avec Margarita Fischer et George Siegmann), La Momie de Karl Freund (1932, avec Boris Karloff et Zita Johann), ou encore Le Corbeau de Lew Landers (1935, avec Boris Karloff et Béla Lugosi).

## Filmographie partielle
(films américains, sauf mention contraire)
- 1917 : Chicken Casey de Raymond B. West
- 1917 : The Firefly of Tough Luck d'E. Mason Hopper
- 1918 : Little Orphant Annie de Colin Campbell
- 1918 : Keys of the Righteous de Jerome Storm
- 1918 : Without Honor d'E. Mason Hopper
- 1918 : One Dollar Bid d'Ernest C. Warde
- 1918 : The Cast-Off de Raymond B. West
- 1918 : Three X Gordon d'Ernest C. Warde
- 1918 : Little Orphant Annie de Colin Campbell
- 1919 : Sahara d'Arthur Rosson
- 1920 : Sex de Fred Niblo
- 1920 : What's Your Husband Doing ? de Lloyd Ingraham
- 1920 : Love de Wesley Ruggles
- 1920 : Love Madness de Joseph Henabery
- 1921 : Lèvres menteuses (Lying Lips) de John Griffith Wray
- 1921 : Greater Than Love de Fred Niblo
- 1922 : Don't Doubt Your Wife de James W. Horne
- 1922 : When Husbands Deceive de Wallace Worsley
- 1922 : Forsaking All Others d'Émile Chautard
- 1922 : When the Devil Drives de Paul Scardon
- 1922 : Caught Bluffing de Lambert Hillyer
- 1922 : L'Homme aux deux visages (Skin Deep) de Lambert Hillyer
- 1922 : The Power of a Lie de George Archainbaud
- 1923 : Notre-Dame de Paris (The Hunchback of Notre Dame) de Wallace Worsley
- 1923 : Abysmal Brute d'Hobart Henley
- 1923 : The Midnight Quest de George Archainbaud
- 1924 : Les Parvenus (The Gaiety Girl) de King Baggot
- 1924 : Stolen Secrets d'Irving Cummings
- 1924 : K - The Unknown d'Harry A. Pollard
- 1924 : The Turmoil de Hobart Henley
- 1925 : Raffles de King Baggot
- 1925 : Where Was I ? de William A. Seiter
- 1926 : Dans la clairière en feu (The Combat) de Lynn Reynolds
- 1926 : The Cohens and Kellys de Harry A. Pollard
- 1927 : Perch of the Devil de King Baggot
- 1927 : La Case de l'oncle Tom (Uncle Tom's Cabin), de Harry A. Pollard
- 1928 : The Michigan Kid d'Irvin Willat
- 1928 : Un cœur à la traîne (Anybody Here Seen Sally ?) de William Wyler
- 1928 : The Cohen and Kellys in Paris de William Beaudine
- 1928 : The Price of Fear de Leigh Jason
- 1929 : Das Schweigen im Walde de William Dieterle (film allemand)
- 1929 : Le Reporteur diabolique d'Ernst Laemmle (film allemand)
- 1929 : L'École du courage (The Shakedown) de William Wyler
- 1929 : Wolves of the City de Leigh Jason
- 1930 : Femme chassée (Gehetzte Mädchen) d'Erich Schönfelder (film allemand)
- 1930 : Ludwig der Zweite, König von Bayern de William Dieterle (film allemand)
- 1930 : The Leopard Woman de Wesley Ruggles
- 1930 : Das Rheinlandmädel de Johannes Meyer (film allemand)
- 1931 : Eine Stunde Glück de William Dieterle (film allemand)
- 1931 : La Danseuse des dieux (Aloha) d'Albert S. Rogell
- 1931 : Nice Women d'Edwin H. Knopf
- 1931 : Orages (A House Divided) de William Wyler
- 1932 : Steady Company (en) d'Edward Ludwig
- 1932 : La Momie (The Mummy) de Karl Freund
- 1932 : Tom Brown of Culver de William Wyler
- 1932 : Hearts of Humanity de Christy Cabanne
- 1933 : Billion Dollar Scandal de Harry Joe Brown
- 1933 : Black Beauty de Phil Rosen
- 1933 : Saturday's Millions d'Edward Sedgwick
- 1933 : Son dernier combat (en) (King for a Night) de Kurt Neumann
- 1934 : Bombay Mail d'Edwin L. Marin
- 1934 : The Countess of Monte Cristo (en) de Karl Freund
- 1934 : I Like It That Way de Harry Lachman
- 1934 : Romance in the Rain de Stuart Walker
- 1934 : Wake Up and Dream de Kurt Neumann
- 1935 : Transient Lady d'Edward Buzzell
- 1935 : Storm Over the Andes de Christy Cabanne
- 1935 : Alas sobre El Chaco de Christy Cabanne (version espagnole de Storm Over the Andes)
- 1935 : Le Monstre de Londres (Werewolf of London) de Stuart Walker
- 1935 : Manhattan Moon de Stuart Walker
- 1935 : Le Corbeau (The Raven) de Lew Landers